# Mark Christian
Pour les articles homonymes, voir Christian.
Mark Christian (né le 20 novembre 1990 à Douglas) est un coureur cycliste mannois et britannique. Il a été champion d'Europe de la course à l'américaine juniors avec Luke Rowe en 2008. Il est le frère d'Anna Christian.

## Biographie
En août 2018, il termine douzième du Grand Prix de la ville de Zottegem.
Au deuxième semestre 2019, il se classe troisième du Grand Prix Lucien Van Impe, une kermesse professionnelle belge disputée en Flandre-Orientale.

## Palmarès sur piste

### Championnats du monde
- Saint-Quentin-en-Yvelines 2015
  - 17e de la course aux points

### Coupe du monde
- 2014-2015
  - 1er de l'américaine à Londres (avec Owain Doull)
  - 1er de la poursuite par équipes à Londres (avec Owain Doull, Andrew Tennant et Steven Burke)
  - 2e de la poursuite par équipes à Guadalajara

### Jeux du Commonwealth
Mark Christian représente l'île de Man à ces Jeux :
- New Delhi 2010
  -  Médaillé de bronze de la course aux points

### Championnats d'Europe
- Pruszkow 2008
  -  Champion d'Europe de l'américaine juniors (avec Luke Rowe)
  -  Médaillé d'argent de la poursuite par équipes juniors
  -  Médaillé de bronze de la poursuite juniors
- Minsk 2009
  -  Médaillé d'argent de la poursuite par équipes espoirs
  -  Médaillé de bronze de la course aux points espoirs
- Anadia 2011
  -  Médaillé d'argent de la poursuite par équipes espoirs

### Championnats nationaux
- 2008
  -  Champion de Grande-Bretagne de poursuite juniors
  -  Champion de Grande-Bretagne de course aux points juniors
- 2009
  -  Champion de Grande-Bretagne de l'américaine (avec Peter Kennaugh)
  - 3e du championnat de Grande-Bretagne du scratch
- 2010
  -  Champion de Grande-Bretagne de l'américaine (avec Luke Rowe)
  - 3e du championnat de Grande-Bretagne de course aux points
- 2011
  - 3e du championnat de Grande-Bretagne de course aux points
- 2012
  -  Champion de Grande-Bretagne de l'américaine (avec Simon Yates)
- 2014
  - 2e du championnat de Grande-Bretagne de course aux points

## Palmarès sur route

### Par années
- 2008
  - Classement général du Tour de Basse-Saxe juniors
  - 2e du Tour d'Irlande juniors
- 2014
  - 2e du Beaumont Trophy

### Classements mondiaux
| Année                                 | 2010 | 2011  | 2012  | 2013 | 2014 | 2015 | 2016 | 2017  | 2018  | 2019  | 2020 | 2021  |
| ------------------------------------- | ---- | ----- | ----- | ---- | ---- | ---- | ---- | ----- | ----- | ----- | ---- | ----- |
| Classement mondial                    |      |       |       |      |      |      | 961e | 1009e | 1060e | 1615e | nc   | 1969e |
| UCI Europe Tour                       | 789e | 1222e | 1124e | nc   | 412e | nc   | 636e | 699e  | 709e  | 1073e | nc   | 1332e |
| UCI Asia Tour                         | nc   | nc    | nc    | nc   | nc   | nc   | nc   | nc    | 517e  |       |      |       |
| UCI America Tour                      | nc   | nc    | 393e  | nc   | nc   | nc   | nc   | nc    | nc    |       |      |       |
|                                       |      |       |       |      |      |      |      |       |       |       |      |       |
| Légende : nc = non classéSource : UCI |      |       |       |      |      |      |      |       |       |       |      |       |

### Résultats sur les grands tours

#### Tour d'Italie
1 participation
- 2021 : 76e

#### Tour d'Espagne
1 participation
- 2017 : 138e